# تكيف مناخي
التكيُّف المناخيّ (بالإنجليزيّة: Climatic adaptation) يشير إلى تكيُّف الكائن بسبب التأثُّر بالتغيُّرات في العوامل اللاأحيائيّة المُحددة بواسطة المناخ. تشمل خصائص المناخ التي تحدد تكيُّف الكائن كلًا من الاختلافات الموسمية أو السنويّة أو الأنماط اليوميّة. تتخذ أشكال التكيُّف كلًا من التغيُّرات في السلوك أو التركيب الجسديّ أو الآليات الداخليّة والأيض. يمكن مقارنة الكائنات من نفس النوع، الموجودة في مناخات مختلفة؛ لمعرفة إذا كان المناخ هو السبب في التكيُّف أم أنه يتحدد بواسطة وسائل أخرى. تنحصر التكيُّفات المناخيّة في التكيُّفات الراسخة، المحددة لسمات النوع الذي يعيش في منطقة مناخيّة معينة. إنها تختلف عن التكيُّفات مع تغيُّر المناخ التي تشير إلى قدرة الكائن على التكيُّف مع التغيُّر التدريجيّ في المناخ. وعندما يتغير المناخ، يمكن النظر إلى التكيُّف مع تغيُّر المناخ الذي أدى إلى نجاة النوع كتكيُّف مناخيّ. يُقيَّد التكيُّف المناخيّ بالاختلافات الجينيّة للنوع.

## الأنماط المناخيّة
يحدد نمط التغيُّر في العوامل اللاأحيائيّة المناخ، وبالتالي يحدد التكيُّف المناخيّ. يوجد العديد من المناخات حول العالم، لكل منها نمطه الخاص. وبسبب ذلك، يُظهِر سلوك التكيُّف المناخيّ اختلافًا واسعًا بين المناخات. يظهر المناخ شبه القطبيّ أن وقت الصباح والتذبذبات في درجة الحرارة هي العوامل الأهم، بينما يظهر مناخ الغابات الممطرة أن العوامل الأهم تتسم بثبات مُعدَّلٍ عالٍ من هطول الأمطار وحرارة متوسطة-عالية لا تتذبذب كثيرًا. يتسم المناخ القاريّ الرطب بتغيُّرات موسميّة في درجة الحرارة تؤدي إلى التكيُّفات المناخيّة الموسميّة. ولأن الاختلاف في هذه العوامل اللاأحيائيّة يعتمد على نوع المناخ، من المتوقع رؤية اختلافات في طريقة التكيُّف المناخيّ.

## البحث العلميّ
يهدف البحث العلميّ على التكيُّف المناخيّ إلى دراسة الأنواع التي تعيش في مناخات مختلفة؛ لفهم أي من هذه الأنواع سينجو في حالة التغيُّر المناخيّ، بناءً على التكيُّف المناخيّ الحاليّ. تميل المناخات التي تتذبذب فيها العوامل اللاأحيائيّة بشدة إلى احتواء الأنواع التي تتحمل التذبذبات العالية، وبالتالي القدرة على التكيُّف مع التغيُّر المناخيّ. تشمل الأسئلة البحثيّة الأخرى توضيح الاختلافات الدقيقة بين الأنواع المرتبطة ببعضها مثل الحجم المتوسط والأنماط السلوكيّة.

## قياس التكيُّف المناخيّ
بصورة عامة، يقوم القياس المعمليّ للتكيُّف المناخيّ على تعريض فئة تجريبيّة من الكائن إلى مؤثرات بيئيّة مختلفة. تحدث الدراسات الناجحة خارج المعدات المعمليّة في المواقع ذات المناخ السنويّ المختلف. قد تعطي المناطق التي تختلف فيها نهايات المناخ ودرجة الحرارة السنويّين لمحة عن التكيُّفيّة المناخيّة للكائن الذي يعيش هناك. يمكن أن يعطينا المناخ الاستوائيّ أو القطبيّ أطرًا مثاليّة للتجريب، مثل الحرارة السنويّة والمناخ الذي يختلف كثيرًا. كما يعمل الإطار المعمليّ مع كائنات محددة لديها آليات دفاعيّة للتغيُّرات البيئيّة مثل تكيُّف الدروسوفيلا «سُبات البرد chill-coma adaptation».
وبالتالي يمكن وضع سلوك أو أداء الفئة في مقابل العامل المناخيّ-الإيكولوجيّ للاختبار. تشير التغيُّرات العالية في سلوك الفرد تجاوبًا مع التغيُّرات البيئيّة إلى قدرة الكائن التكيُّفيّة العالية مع التغيُّر المناخيّ. يشير التخلُّف/التعثُّر التكيُّفيّ إلى أن بعض الفئات المحليّة تؤدي بصورة أفضل من غيرها من الفئات في البيئات الأخرى، إلا أن هذا التعثُّر يمكن تعويضه إذا كان للفئة الحية تنوُّعٌ جينيّ عالٍ.

## أمثلة
يوجد مستويات مختلفة من التكيُّف المناخي لدى الأنواع المختلفة. يؤدي الاختلاف السنويّ في درجات الحرارة إلى تأثيرات متباينة على درجة حرارة جسم الكائن المتوسطة، على معدَّل الأيض أو حجم الجسم. لكن التأثير الفعليّ للتكيُّف المناخيّ يعتمد على النوع وكمية التنوُّع الجينيّ في النوع.
- تتناسب أجسام بعض الحيوانات، مثل جرذان الغابات، عكسيًّا مع متوسط درجة الحرارة السنويّة للبيئة. وهذا مثال تطبيقيّ لقاعدة بيرغمان.[8]
- توجد أنواع الدروسوفيلا في كلٍ من المناخ الاستوائيّ، حيث تكون درجة الحرارة دافئة، والمناخ المعتدل، حيث تكون درجة الحرارة أبرد. عندما تتحول المجموعتان إلى حالة السُبات بسبب البرد، لا تنجو أنواع المناخ الاستوائيّ، أو تتعافى بصورة أبطأ من سُبات البرد الذي تدخله أنواع المناخ المعتدل، عندما يوضعون في درجة حرارة الغرفة. تشير القدرة على التعافي سريعًا من سُبات البرد وجود تكيُّف مناخيّ يُشار إليه باسم تحمُّل سُبات البرد. [7]
- يمكن أن تُغيِّر بعض الطيور القطبيّة والثديّيات من مُعدَّل فقد الحرارة أو من معدَّل الأيض استجابةً للتغيُّر في الحرارة، حيث تظهر المجموعات المختلفة من نفس النوع متوسطات مختلفة اعتمادًا على المناخ الحاليّ لديهم.[9]
- في الثعالب القطبيّة (ألوبيكس لاغوبوس)، تشير تجارب المجاعة إلى أن كتلة جسم الثعالب تُنظَّم طبقًا لنقطة ضبط في التغيُّرات الموسميّة وليس بتوافر الغذاء. يختلف معدَّل الأيض الأدنى موسميًّا حيث يكون أقل في الشتاء منه في الصيف. كما يزيد سمك الفراء بنسبة 140% من الصيف إلى الشتاء.[10]